# Jim House
Jim House (né James R. House) est un historien britannique, spécialiste de l'Algérie, de la France et du Maroc à l'époque coloniale, de la décolonisation et de l'antiracisme en France. Enseignant-chercheur à l'Université de Leeds, il est notamment connu pour ses travaux sur le massacre du 17 octobre 1961 menés à bien avec Neil MacMaster,,,,,,,,,.

## Biographie
Jim House effectue des études supérieures de français et d'histoire à l'université de Leeds (Bachelor of Arts, Hons), à Saint-Étienne et à Damas avant de soutenir en 1997 une thèse de doctorat portant sur L'Antiracisme et le discours antiraciste en France de 1900 à nos jours (Antiracism and Antiracist Discourse in France from 1900 to the Present Day). Il est assistant d'anglais au lycée hôtelier de Talence puis lecteur et chargé de cours à l'Université Paris-XII (UPEC, Créteil) de 1991 à 1995, avant d'être nommé maître de conférence (Lecturer) à l'Université de Leeds en 1995.
En 2006-2007, il co-fonde le Centre d'Études Culturelles Françaises et Francophones de cette université, qu'il dirige également en 2009-2010. Promu Senior Lecturer en 2007, il co-fonde et co-dirige par ailleurs l'Institut d'Études Coloniales et Postcoloniales de l'Université de Leeds en 2008-2009. De 2014 à 2020, il est également responsable de l'École Doctorale du Département d'Études Françaises à Leeds.
À l'échelle internationale, il collabore à plusieurs projets scientifiques collectifs et groupes de travail qui ont pour objet d'étude l’histoire politique, sociale et urbaine de la France, de l'Algérie et du Maroc pendant les périodes coloniale et postcoloniale, parmi lesquels : « Encadrement, contrôle, répression dans le monde colonial du XXe siècle » (organisé par Emmanuel Blanchard, Raphaëlle Branche, Sylvie Thénault, IHTP-ENS, Paris, 2002-2008), « Histoire de la mémoire des migrations » (Cité nationale de l’histoire de l’immigration, 2008-2012),, « Pour une histoire sociale de l’Algérie colonisée » (Centre d’histoire sociale du XXe siècle, Paris-1, avec Emmanuel Blanchard et Sylvie Thénault, 2015-2016),, « La ville informelle au XXe siècle. Politiques urbaines et administration des populations » (projet lauréat du programme « Émergence(s) » 2016 de la Ville de Paris, 2016-2020).
Il a été chercheur invité au sein de nombreuses institutions dont la Maison méditerranéenne des Sciences de l'Homme, le Centre d'Histoire sociale du XXe siècle de l'Université Paris-I, l'Institut d'Études Avancées de Paris, l'Institut universitaire européen et l'Institut d'Études Avancées des Pays-Bas.

## Domaines de recherche
La thèse de doctorat soutenue par J. House en 1997, Antiracism and Antiracist Discourse in France from 1900 to the Present Day (L'Antiracisme et le discours antiraciste en France de 1900 à nos jours), propose une redéfinition et une re-conceptualisation de l’antiracisme en France. Elle s'appuie sur de nombreuses archives officielles (telles celles de la Préfecture de Police de Paris) et privées (MRAP), sur l'analyse de revues, journaux, tracts et brochures antiracistes, antifascistes et anticoloniaux, et sur des entretiens (histoire orale). Au carrefour de l'histoire, de l'analyse du discours, des sciences politiques et de la sociologie, House démontre la diversité synchronique et diachronique de l’antiracisme. Il met en lumière les interactions et tensions qui se sont fait jour entre, d'une part, ce qu'il appelle « l’antiracisme républicain », né à la fin du XIXe siècle dans le sillage de l'Affaire Dreyfus (bien que l'usage du terme 'antiracisme' lui soit postérieur) et prenant pour cibles principales l'antisémitisme et le fascisme, et, d'autre part, des espaces de contestation de l’antisémitisme et du racisme colonial qui ont émergé à partir des années 20 parallèlement à la structuration de mouvements anticolonialistes. House étudie également l’impact du processus de décolonisation sur le Mouvement contre le racisme, l'antisémitisme et pour la paix (devenu le MRAP) entre 1949 et 1962 et la manière dont cette association a fait évoluer sa définition du racisme : selon lui, pendant cette période, le futur MRAP a tenté d'intégrer le regard critique que portaient nombre de sujets colonisés sur l'État républicain français. En dernier lieu, sa thèse examine la mémoire des crimes racistes telle que les discours antiracistes l'ont mobilisée dans les décennies qui ont suivi 1945.
Outre l’histoire du racisme et de l’antiracisme en France depuis 1900, les travaux de Jim House portent sur l’impact de la colonisation et de la décolonisation en Algérie, au Maroc et en France, et plus particulièrement sur:
- la répression des mobilisations et manifestations anticoloniales au XXe siècle (Algérie, France, Maroc)[2],[3],[4],[5],[11],[21]
- l’histoire politique, sociale et urbaine comparée de l’Algérie et du Maroc sous la colonisation française (mouvements d’indépendance, gouvernance coloniale[22], histoire des quartiers informels dits bidonvilles[23],[24],[25],[26])
- l’histoire et la mémoire de la guerre d’indépendance algérienne et des violences coloniales[2],[27],[28]
- l’histoire des migrations algériennes et marocaines au Maghreb et en France métropolitaine depuis 1900[29],[30],[25]
- les mutations des partis de gauche et mouvements sociaux en France depuis les années 1970[31],[32]

## Publications
En 2006, Jim House publie, en collaboration avec Neil MacMaster, un livre qui analyse à nouveaux frais l'événement et la mémoire du massacre du 17 octobre 1961 : Paris 1961 : Algerians, State Terror, and Memory (Paris 1961. Les Algériens, la terreur d'État et la mémoire,).
Cette monographie resitue la répression des manifestations du Front de libération nationale (FLN) à Paris le 17 octobre 1961 dans le contexte de la répression des luttes contre les nationalismes d’indépendance au Maroc et en Algérie qui émergea dès les années 1940-1950 ainsi que dans celui des violences perpétrées à Paris de 1958 à 1962 sous l'autorité de Maurice Papon - alors Préfet de Police de la capitale. Les deux auteurs pointent, à partir de 1958, la mise en place d’un système répressif planifié des plus sévères visant à atomiser toute résistance par l'instauration de la violence et de la peur. Ils nomment ce système « terreur d’État » et évaluent à plus de 120 le nombre d'Algériens tués par la police française au cours des mois de septembre et d''octobre 1961 tout en soulignant que le nombre exact de victimes ne pourra être connu définitivement du fait des multiples stratégies d'effacement et de camouflage employées par les autorités. D'autre part, en prenant appui sur des archives étatiques (Archives de la Préfecture de Police, APP), syndicales (CGT, CFTC) et associatives (Cimade), sur de nombreux entretiens avec des acteurs algériens et français de l’époque, et sur un dépouillement des publications anticoloniales et de la presse quotidienne, la seconde partie de l’ouvrage étudie la manière dont la guerre d’indépendance algérienne a accru la marginalisation sociale et politique des Algériens en France métropolitaine. Est identifié un réseau de tensions politiques qui ont contribué à ce phénomène: entre gauche anticoloniale radicale et gauche modérée; entre FLN et gauche modérée ; et entre blocs communiste et non-communiste. Enfin, l'ouvrage considère l'occultation puis les différentes mémoires du 17 octobre 1961, et en particulier la nouvelle visibilité du massacre engendrée par les transformations politiques qui ont eu cours en Algérie et en France pendant les années 1970-2005.
À sa sortie, ce livre est reconnu comme « un ouvrage qui fera date » par Le Monde (compte-rendu de Philippe Bernard paru le 13 octobre 2006, p. 2). Pour L'Humanité, « l'étude [...] fait figure de référence » en procédant « au scalpel à l'autopsie d'un crime d'État » (compte-rendu de Marion d'Allard paru le 21 octobre 2011). Social History salue « un travail magistral » (compte-rendu de James E. Genova, février 2008, vol.33, No.1, pp. 109–110). L'historien américain Todd Shepard souligne « la maîtrise des sources et l'autorité du jugement» des deux auteurs (History Workshop Journal, automne 2008, No.66, p. 245). L'Allemand Holger Nehring voit dans cette publication « un vrai triomphe de la recherche en histoire », le livre « le plus complet » écrit sur le sujet, « dans quelque langue que ce soit », notamment du fait du nombre « impressionnant » d'archives consultées (15) (H-Net, juillet 2007).
En 2004 et en 2008 respectivement, Jim House édite également New voices in French Politics (Nouvelles Voix de la politique française, numéro spécial de Modern and Contemporary France, février 2004, vol. 12, No.1), en collaboration avec Joanna Drugan et Sarah Waters, et Re-thinking the Left in France (Repenser la gauche en France, numéro spécial du Journal of Contemporary European Studies, avril 2008, vol. 16, No.1), avec Brian Jenkins, Jeremy Leaman et Sarah Waters. Ces volumes analysent les transformations de la gauche française et des mouvements sociaux au tournant des années 2000, alors que diverses formes de mobilisation et d'engagement éclosent en marge des partis traditionnels.